# 仲谷昌也
仲谷 昌也（なかたに まさや、1940年12月18日 - ）は、日本の経営者。サンテレビジョン社長を務めた。兵庫県出身。

## 来歴・人物
1963年に関西学院大学法学部を卒業し、同年に神戸新聞社に入社した。1997年に取締役に就任し、1999年に常務を経て、2002年6月から2004年6月までにサンテレビジョン社長を務めた。